# Philippe Buonarroti
Filippo Giuseppe Maria Ludovico Buonarroti, francia nevén Philippe Buonarroti (Pisa, 1761. november 11. – Pisa, 1837. szeptember 15.) olasz származású francia forradalmár.

## Életútja
Kezdetben ügyvédnek készült és amellett fáradhatatlanul terjesztette Rousseau eszméit. 1787-ben ellenzéki lapot indított, emiatt száműzték Toszkánából. Korzika szigetére települt át, ahol a francia érdekek előmozdításán fáradozott, és a L' ami de la liberté Italienne című lapnak vetette meg az alapját. 1793 májusában kieszközölte Párizsban, hogy a St. Pietro nevű apró szigetet a Francia Köztársasághoz csatolják. Ennek köszönhetően ő is megkapta a francia állampolgárságot. Ezentúl állandóan a francia-olasz szövetség megkötésén buzgólkodott. Robespierre meghitt barátja volt, a politikus bukása után őt is letartóztatták, de csakhamar szabadon bocsátották. Nemsokára a létrehozta a Panthéon társulatot az 1793-iki alkotmány visszaállítására Gracchus Babeuffel együtt, akinek összeesküvésében (1796) szintén részt vett. Ennek leleplezése után életfogytiglani száműzetésre ítéltlék. 1800-ban Oléron szigetére vitték, de I. Napóleon Kelet-Franciaország egy kis városában helyeztette rendőri felügyelet alá, mert ártatlan politikai rajongónak tartotta. Később Genfbe, majd Brüsszelbe költözött és itt írta a Conspiration de Babeuf (Brüsszel, 1828) című könyvét. A júliusi forradalom után Párizsba tért vissza, ahol zenetanárként tengette életét.

## Magyarul
- Összeesküvés az egyenlőségért; jegyz., utószó Hahner Péter, ford. Dévényi Levente; Európa, Bp., 1987 (Clio)